# Любовта
„Любовта“ (на италиански: L'amore) е италиански черно-бял драматичен филм от 1948 г. на италианския кинорежисьор Роберто Роселини. Сценарият е на Жан Кокто и Федерико Фелини. Филмът се състои от две части с различно съдържание. Епизоди от филма са снимани в живописните италиански морски курорти Фуроре и Майори, разположени по Амалфийското крайбрежие. Главната роля на Нани се изпълнява от италианската киноактриса Ана Маняни. В ролята на чужденецът е италианския кинорежисьор и киносценарист Федерико Фелини. В ролята на Енриет е френската киноактриса Силвия Батей.